# An open secret
An open secret ("en öppen hemlighet") är en amerikansk dokumentärfilm från 2014 i regi av Amy Berg. Den handlar om manliga före detta barnskådespelare i Hollywood som berättar om hur de under sin barndom utsattes för sexuella övergrepp av vuxna män inom den amerikanska nöjesindustrin.

## Tillkomst
Amy Berg hade tidigare avhandlat ämnet pedofili i filmen Fräls oss ifrån ondo, som handlar om en katolsk präst som begick sexuella övergrepp mot barn på 1970-talet. Fräls oss ifrån ondo hade fått stor medieuppmärksamhet och blivit nominerad till Oscar för bästa dokumentär. Berg arbetade med An open secret i två år.

## Utgivning
Filmen hade premiär 14 november 2014 på festivalen DOC NYC. Den släpptes på bio i Förenta staterna 5 juni 2015. Filmen nådde mycket få biobesökare och producenten Gabe Hoffman gick ut och kritiserade regissören för att ha avstått från att marknadsföra filmen. Enligt Hoffman tackade Berg nej till "dussintals" intervjuförfrågningar från stora mediekanaler. Berg sade att hon var tvungen att avstå från alla större intervjuer på grund av ett hektiskt schema.
Regissören Randal Kleiser försökte med rättsliga åtgärder få sig själv bortklippt från filmen. Kleiser pekas inte på något sätt ut som en gärningsman i filmen, men syns i trailern på grund av sin medverkan i TV-serien Royal standard, där flera dokumenterade sexualbrottslingar var inblandade. Hoffman kommenterade Kleisers påtryckningar: "Amerikas barn och deras föräldrar skulle ha mer nytta av om Randal Kleiser berättade om sina nära sammanstötningar med pedofiler istället för att skicka ett e-mail till oss om en sekund i en trailer."

## Mottagande
Ronnie Scheib skrev i Variety: "Om än tydligt kämpande för ex-barnskådisarna, som frispråkigt återger sina vedermödor, rör sig Bergs korståg framåt som på äggskal, duckande för de potentiella stämningar som hotar vid varje namn som nämns." Scheib fortsatte: "An open secret tycks anmärkningsvärt tom på större sammanhang. Med undantag för korta snuttar med övergreppsoffren Todd Bridges och Corey Feldman söker filmen inte någon historisk bakgrundshistoria, och håller sig fast förankrad i 1990-/2000-talen. ... Slutligen skapar dock den häpnadsväckande osårbarheten hos Hollywood-förskansade pedofiler sin egen tematiska enhetlighet i Bergs annars något skakigt konstruerade film."